# Комитеты общественного здравия
Комитеты общественного здравия — губернские и уездные организации которые были учреждены в Российской империи в 1852 году для охраны здоровья населения страны и принятия своевременных мер к пресечению эпидемических и эпизоотических болезней. В задачи Комитетов входило также распространение медицинских и гигиенических знаний среди населения.
В 1865 году, при преобразовании губернских учреждений, губернские Комитеты общественного здравия, как самостоятельные установления, были сохранены только в Сибири (в Привислянском крае Комитеты общественного здравия никогда не учреждались), где они образовывались, под председательством губернатора, из управляющего государственными имуществами, инспектора врачебной управы, старшего ветеринарного врача, полицеймейстера, головы губернского города и духовного лица, по назначению консистории. 
Во всех других губернских городах обязанности Комитетов общественного здравия лежали на общих присутствиях губернских правлений, состав которых, в соответствующих случаях, мог быть, по усмотрению губернатора, усилен губернским и уездным предводителями дворянства, управляющими казенной палатой, государственными имуществами и удельным округом, председателем губернской земской управы, полицеймейстером, городским головой, духовными лицами, назначаемыми консисторией, помощником врачебного инспектора и другими лицами, могущими быть полезными общему делу своими познаниями и влиянием. 
Повсеместно были созданы уездные Комитеты общественного здравия, которые составлялись, под председательством уездного предводителя дворянства, из исправника, полицеймейстера, уездного или городового врача, городского головы и старшего в городе духовного лица; к участию в заседаниях КОЗ могли быть приглашены и другие лица. Меры, предписанные губернскими Комитетами общественного здравия были обязательны и для уездных комитетов .
После Октябрьской социалистической революции Комитеты общественного здравия были расформированы большевиками.